# Скелитаун (Тексас)
Скелитаун (енгл. Skellytown) град је у америчкој савезној држави Тексас. По попису становништва из 2010. у њему је живело 473 становника.

## Демографија
Према попису становништва из 2010. у граду је живело 473 становника, што је 137 (22,5%) становника мање него 2000. године.
| Група             | 2000.       | 2010.       |
| Белци             | 561 (92,0%) | 431 (91,1%) |
| Афроамериканци    | 2 (0,3%)    | 2 (0,4%)    |
| Азијати           | 1 (0,2%)    | 5 (1,1%)    |
| Хиспаноамериканци | 29 (4,8%)   | 24 (5,1%)   |
| Укупно            | 610         | 473         |